# Étude op. 10, no 2 de Chopin

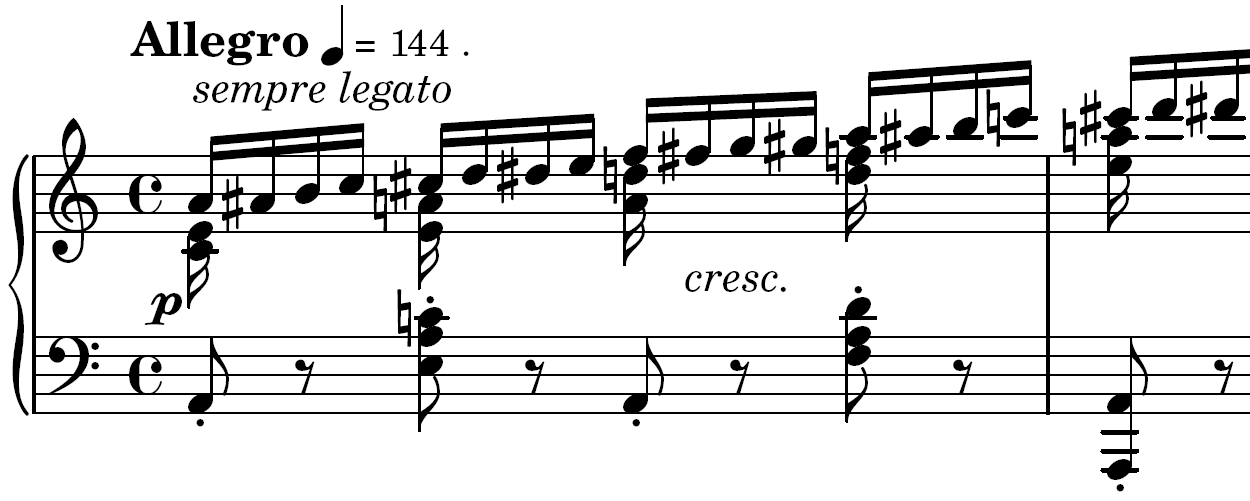
Incipit de l'étude.

L'Étude op. 10, no 2 de Chopin en la mineur est une étude pour piano composée par Frédéric Chopin. Écrite en novembre 1829, elle a été publiée pour la première fois en 1833 en France, Allemagne et Angleterre.
Cette étude est un exercice visant à développer l'indépendance des doigts les plus faibles de la main droite en jouant des figures rapides de gamme chromatique avec les troisième, quatrième et cinquième doigts de la main droite. Pendant ce temps, les deux premiers doigts de la main droite et de la main gauche jouent un accompagnement d'intervalles courts et de notes simples. Chopin a indiqué le doigté lui-même note par note pour près de 800 notes.

## Structure et traits stylistiques
La mélodie consiste en des figures rapides de gammes chromatiques jouées par les doigts extérieurs de la main droite, accompagnées d'attaques d'accords. Comme la plupart des autres Études de Chopin, cette œuvre est de forme ternaire A-B-A. Le schéma harmonique de la section A est relativement simple. Le schéma harmonique de la section A est relativement simple, avec La mineur, Mi majeur, La mineur, mais la gamme chromatique et le choc exotique de ses do♯ avec les accords de La mineur tendent à voiler la clarté du La mineur et à créer un effet sonore mystérieux encore accru par l'accord de sixte napolitaine, mesure 15. La section centrale apporte une augmentation dramatique avec le point culminant dynamique exactement au centre du morceau, mesure 25. Ce point culminant est approché par des séquences de deux mesures qui montent par paliers, de fa majeur à la mineur en passant par sol mineur. Le dernier accord de septième de dominante de chaque séquence conduit à la suivante par une cadence rompue. La deuxième partie de la section B, plus longue et asymétrique, qui ramène à la reprise de la section A, utilise une progression harmonique similaire mais des séquences plus courtes. La section A finale est une reprise assez littérale, bien que raccourcie, de la première section et se termine par une coda d'une gamme ascendante et descendante vers une tierce picarde. 
Chopin a exigé que la gamme chromatique soit jouée sempre legato, une direction mentionnée sept fois dans la partition. Cela contraste avec les accords staccato joués en accompagnement. 
Une copie par Józef Linowski de l'autographe de Chopin indique un alla breve pour le n° 2, mais cela semble avoir été négligé. Les éditions originales (première édition française, allemande et anglaise) ont un temps commun. L'indication du métronome de Chopin pour cette pièce est la  = 144, se référant aux noires. Les éditeurs ultérieurs ont suivi Chopin à cet égard, à l'exception de Hans von Bülow qui suggère la  = 114.

## Caractère
Le musicologue Hugo Leichtentritt (1874-1951) appelle cette étude un « moto perpetuo ». La texture transparente de demi-croches ininterrompues accompagnées d'une basse légère et « dansante » a ses précurseurs dans le Prélude n° 5 en ré majeur (BWV 850) du premier livre du Clavier bien tempéré de Bach et ressemble à d'autres pièces virtuoses des environs de 1830, comme le Moto Perpetuo pour violon et piano de Paganini. Dans l'important article de Robert Schumann paru en 1836 dans le Neue Zeitschrift für Musik sur les études pour piano, toutes les Études op. 10 de Chopin reçoivent un astérisque (*) pour leur « caractère poétique », sauf la n° 2. Mais Leichtentritt décrit son effet sonore comme le « murmure et le souffle d'un vent doux », Le pianiste français Alfred Cortot (1877-1962) mentionne son « caractère planant et vaporeux » et Alfredo Casella parle d'un « caractère de mystère rapide, aérien et insubstantiel ». Le critique musical américain James Huneker (1857-1921) écrit que « l'ensemble de la composition, avec ses murmures, ses méandres et son caractère chromatique, est un précurseur des effets de chuchotement, de tissage et de clair de lune de certaines études ultérieures [de Chopin]. »

## Difficultés techniques

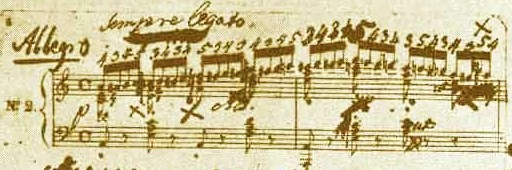
Partition témoin de l'Étude Op. 10, n° 2, avec doigtés, écrite par Chopin, vers 1833.

La nouveauté technique de cette étude est la gamme chromatique qui doit être jouée par les trois doigts extérieurs de la main droite en même temps que de courtes notes en doubles croches par les premier et deuxième doigts de la même main. La difficulté est de faire cela uniformément en piano et legato au tempo requis de la M.M. 144. D'autres compositeurs pour piano avant Chopin, comme Ignaz Moscheles (1794-1870) dans ses Études op. 70, ont introduit des gammes chromatiques avec des notes d'accompagnement à jouer par la même main. Mais la gamme chromatique n'est jamais confiée aux doigts « faibles» . Leichtentritt pense que Chopin, dans cette étude, fait revivre une vieille habitude de doigté (celle de ne pas utiliser le pouce) datant de l'époque du clavicorde d'avant Bach, au XVIIe siècle, qui était déjà considérée depuis longtemps comme obsolète. La signification technique de cette étude pour Chopin est prouvée par l'étendue de ses doigtés, un effort qu'il n'a appliqué à aucune autre pièce. Une analyse du doigté de Chopin révèle que, comme dans le doigté «standard» de la gamme chromatique, le majeur joue les touches noires, l'index, qui joue « normalement » le do et le fa, est remplacé par l'auriculaire. Le pouce, qui joue habituellement toutes les autres touches blanches, est remplacé par l'annulaire. S'il est assez facile de faire passer le long majeur par-dessus le court pouce, il faut une dextérité acrobatique pour faire passer le majeur par-dessus l'annulaire. Une façon évidente de procéder consiste à redresser le majeur tout en pliant l'annulaire et l'auriculaire. 
Cortot indique que la première difficulté à surmonter est le « croisement des 3e, 4e et 5e doigts » et la « contrainte résultant de l'action continue desdits doigts ». Divers exercices préparatoires sont cette fin présentés par Cortot, Gottfried Galston et Casella : toujours commencer par la gamme chromatique (voix supérieure) seule, sans la voix de remplissage. Cortot divise la main en un « élément actif » et un « élément d'accompagnement ». Il insiste d'abord sur la pratique des gammes chromatiques avec les trois doigts extérieurs dans toutes les permutations. Galston recommande de tenir et de presser un petit objet avec le pouce et l'index tout en jouant les doubles croches chromatiques avec les autres doigts. Cortot recommande que les notes «pizzicato» soient « pincées plutôt que frappées » et Casella compare avec humour les trois doigts extérieurs à une « moto traînant son propre side-car [les deux premiers doigts] ». Le pianiste australien Alan Kogosowski (né en 1952) recommande de garder 1 et 2 complètement détendus tout en jouant la voix de tête seule : Les « petits accords de deux notes sur chaque temps de la main droite » doivent être relâchés « dès qu'ils ont été joués ». Le pouce ne doit pas être actionné verticalement afin d'éviter toute tension et « joue ses notes avec une extrême légèreté — il devient aussi léger qu'une plume, presque comme s'il n'était pas là du tout ». Von Bülow ordonne que « les harmonies médianes soient jouées partout distinctement, mais de façon transitoire [flüchtig] ». Galston suggère d'accentuer toutes les notes supérieures des accords à deux notes (joués par le 2e doigt) tout en pratiquant la main droite. 
C'est un défi physique et psychologique particulier que d'interpréter cette étude en public, surtout après l'opus 10, no 1 et ses énormes étirements. Kogosowski rapporte que même « l'imposant et puissant Sviatoslav Richter, qui possédait l'équipement technique le plus impressionnant de tous les pianistes du monde, tremblait devant ce minuscule morceau. Lorsqu'il interprétait les douze Études op. 10 comme un ensemble, il hésitait et sautait parfois la deuxième Étude, calme mais perfide. Et Richter n'était certainement pas le seul pianiste à ressentir cela à propos de cette petite Étude ». Gottfried Galston estime que « celui qui veut jouer au tempo de Chopin (MM 144) doit être capable de le contrôler chez lui (en allemand : im Kämmerlein) à MM 152, ou MM 160 ».

## Paraphrases, arrangements, transcriptions

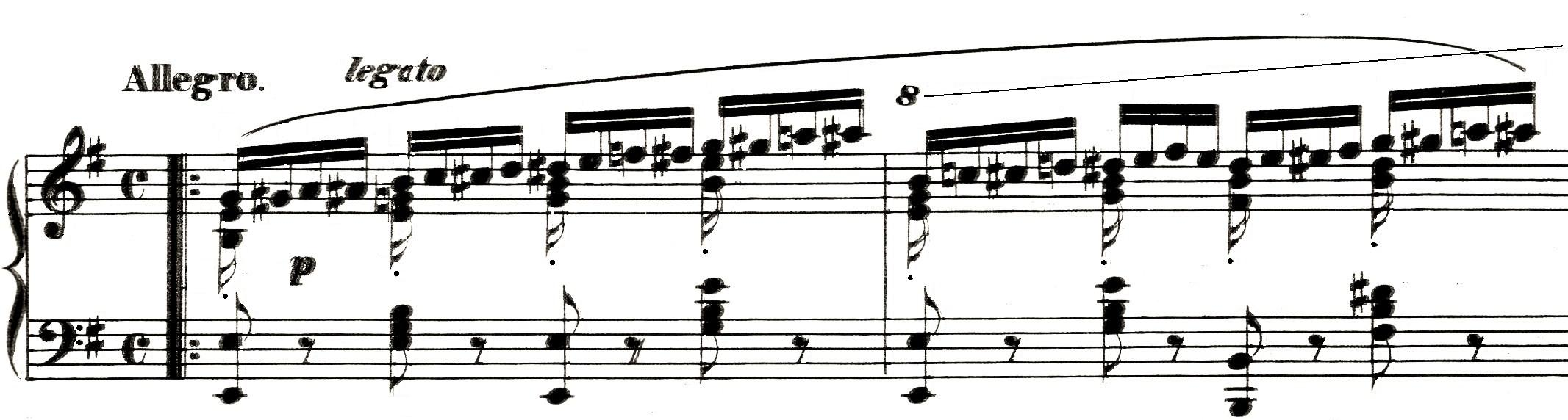
Ouverture de l'Étude Op. 365 n° 19 de Czerny, publiée pour la première fois en 1836.

Trois ans après la publication des Études op. 10 de Chopin, Carl Czerny, qui avait souvent reçu Chopin chez lui à Vienne en 1829, a inclus une étude dans son Schule des Virtuosen, 1836, qui commence comme une parodie de l'op. 10 n° 2 de Chopin. Au cours de cette étude, la gamme chromatique et les accords d'accompagnement de deux notes apparaissent dans toutes sortes de permutations données à la droite, à la gauche et aux deux mains simultanément. Busoni, dans sa Klavierübung, introduit un exercice étendu, qui rappelle quelque peu celui-ci. Un exercice en doubles notes  est inclus. 
Les 53 Études sur les Études de Chopin de Leopold Godowsky comprennent deux versions. La première est pour la main gauche seule, tandis que la seconde, très populaire, Ignis Fatuus (« feu follet »), est un exercice de polyrythmie qui superpose la partie de la main droite de Chopin transposée à la main gauche avec des accords en triolets de deux notes à la main droite. Le résultat semble beaucoup plus rapide que le tempo réel qui est M.M. 120-132.  
La version du pianiste allemand Friedrich Wührer ressemble à la première de Godowsky mais avec un accompagnement à la main droite.  
Dans ces Triple Étude (after Chopin) à partir de 1992, le pianiste canadien Marc-André Hamelin combine l'Étude op. 10 n° 2 de Chopin avec les autres études en la mineur de Chopin, l'op. 25 n° 4 et l'op. 25 n° 11, en essayant d'imiter Godowsky dont la triple version a été perdue.  
Le compositeur écossais Alistair Hinton combine également les Études en la mineur op. 10 n° 2 et op. 25 n° 11 de Chopin dans son Étude en forme de Chopin op. 26. 
L'étude a été transcrite pour clarinette et piano par Ivan Butirsky.